# J.L. Ussing
 Der er flere personer med dette navn, se J.L. Ussing (fotograf).
Johan Louis Ussing (født 10. april 1820 i København, død 28. oktober 1905 sammesteds) var en dansk filolog og arkæolog, der blev kendt for at udbrede kendskabet i Danmark til den oldromerske og især den oldgræske kultur samt udgravningerne herfra. Han var bror til W.J.A. Ussing og far til blandt andre Henry og Niels Viggo Ussing.

## Uddannelse og rejser
Johan Louis Ussing var søn af etatsråd, fhv. kontorchef under Københavns Magistrat Johannes Hjort Ussing (1787 – 1866) og Esperance Tolerance, født Balle (1789 – 1839). Han blev student 1836 fra Metropolitanskolen, hvor han blandt sine lærere særlig havde haft gavn af B. Borgens undervisning. Han studerede filologi og fik lejlighed til blandt andet at høre P.O. Brøndsteds forelæsninger over græske tragedier og F.C. Petersens solide, men noget tørre kollegier over klassisk arkæologi, særlig kunstmytologi. Ussing blev filologisk kandidat 1842, og efter Johan Nicolai Madvigs tilskyndelse satte han studiet af arkæologien som sin fremtidsopgave med det håb at blive Brøndsteds efterfølger (denne døde 1842). Niels Laurits Høyen blev den lærer, som fik den største betydning for hans udvikling; under Høyens vejledning studerede han kunsthistorie som arkæologiens vigtigste grundlag.
I 1844 disputerede Ussing for magistergraden med en arkæologisk afhandling (De nominibus vasorum Graecorum), og en måned efter disputatsen tiltrådte han en udenlandsrejse til Italien, Sicilien, Grækenland og Tyrkiet. I Rom i det arkæologiske institut traf han tyske lærde som Emil Braun, Wilhelm Henzen og Heinrich Keil, Ludolf Stephani, Theodor Mommsen og den gamle Friedrich Gottlieb Welcker og skrev i Annali dell’ Instituto (1845) en lille afhandling.
Fra rejsen i Grækenland og Tyrkiet har Ussing selv givet en række skildringer. Rejsebilleder fra Syden (1846-47), som især er interessant for dens skildring af Thessalien, hvor han omhyggelig havde gennemrejst hele landet for at danne sig en selvstændig mening om oldtidsbyernes beliggenhed og optegne antikke indskrifter. Overordnet set er Ussings vigtigste og bedste arkæologiske arbejder bygget på studierne fra denne store rejse. Inscriptiones Graecae ineditae (1847) beskrev de græske indskrifter, han havde fundet på rejsen. De Parthenone eiusque partibus (universitetsprogram 1849) fastslår den inddeling af rummene i det berømte Parthenon på Athens Akropolis, som siden ved William Dörpfelds fremstilling almindeligvis anses for den rette. Dertil kommer så den nævnte beskrivelse af undersøgelsesrejsen i Thessalien, som Ussing senere også udgav på tysk sammen med afhandlingen om Parthenon og endnu en afhandling i Griechische Reisen und Studien (Kbh. 1857).

## Ansættelse ved universitetet
Efter sin hjemkomst i efteråret 1846 holdt Ussing forelæsninger ved universitetet som privatdocent og blev året efter lektor i græsk og romersk filologi og arkæologi, professor ekstraordinær 1849 og ordinær 1850. I stillingen som universitetsprofessor, som han først fratrådte i 1896, fungerede Ussing sammen med Madvig, indtil denne trådte tilbage ved udgangen af 1879. Ussing supplerede sin ældre og berømte kollega, der kun i ringe grad havde vovet sig ind på arkæologiens område. Ussing derimod holdt sig ikke udelukkende til at undervise i arkæologi, idet han i lighed med Madvig måtte forberede og eksaminere de studerende i alle de filologiske discipliner. På grund af sin faglige alsidighed, sine gode kundskaber og sin utrættelige energi klarede Ussing denne opgaven udmærket, og skønt han naturligt måtte anerkende Madvigs position som videnskabsmand, opstod der hos Ussing ingen bitterhed; han beundrede Madvig, og han stod bestandigt i et positivt elevforhold over for sin læremester.
I sine forelæsninger behandlede Ussing særligt oldtidens kunsthistorie, græsk og romersk epigrafik og blandt forfatterne Plautus, men derudover også en række andre emner. Strengt arkæologiske forelæsninger holdt han kun sjældent. Ussing forstod at vælge interessante emner og søgte konstant at bibringe tilhørerne en forståelse af det skønne i de antikke folkeslags kultur og at gøre oldtidslivet anskueligt for dem. Ud over sine forelæsninger holdt Ussing en række foredrag for en bredere kreds, og disse handlede især om ældre og nyere kunst. Endvidere skrev han artikler af lignende indhold i blade og tidsskrifter i populære fremstillinger. Særligt hans rækker af foredrag over de vigtige udgravninger i Olympia og Pergamon og over Heinrich Schliemanns fund.
Efter at Ussing var blevet professor ved universitetet og fra 1851 medlem af Videnskabernes Selskab, kunne han beskæftige sig med det, der interesserede ham. Ved siden af sin undervisning skrev han i årenes løb en stor mængde afhandlinger af filologisk og arkæologisk indhold. I de første år var emnerne mest om græske og romerske indskrifter, men senere bredte han sig til andre emner, for eksempel Om de Kejser Trajan tillagte Breve til Plinius (1860), Grækernes og Romernes huslige og private Liv (1863), Undervisningen hos Grækerne og Romerne (1865, på tysk 1870 og 1885). Der var her tale om udgivelser fra Videnskabernes Selskab samt fra universitetet eller i tidsskrifter. Foruden mindre værker udgav Ussing sammen med Madvig dennes bearbejdning af Livius i 4 bind (1861-66) og alene Theofrastoss Karaktéres (1868). Han deltog i en diskussion af de højere uddannelsesinstitutioners undervisningsplan (Fædrelandet, 1860), og i 1875, da Madvig var fratrådt som undervisningsinspektør, overtog Ussing sammen med E. Holm og A. Steen undervisningsinspektionen for uddannelsesinstitutionerne (indtil 1878).

## Politisk virke
Ussing var også politisk engageret, idet han i 1864 blev valgt til folketingsmand og var medlem af tinget i nogle år. I 1870'erne samlede Ussing sig om sit filologiske hovedarbejde, en bearbejdning af Plautus' komedier. Men han havde i disse år også meget andet litterært arbejde. Han udgav blandt andet N.L. Høyens skrifter (1871-76) og skrev en biografi om ham, Niels Laurids Høyens Levned (1872), en afhandling, Om Ledøje Kirke (1879) foruden et par andre arkæologiske afhandlinger, Fra en Rejse (1873). Første bind af Plautus udkom 1875 (T. Macci Plauti comoediae, 1875-87). Det var tanken med denne udgave at give en tidssvarende fortolkning af samtlige komedier og en tekst, der støttede sig nærmere til de bevarede håndskrifter, end det var sket ved den vilkårlige tekstbehandling, som var blevet en standard i Plautusforskningen med udgaven af Fr. Ritschl. Det var da forudsigeligt, at Ritschls tilhængere modtog Ussings udgave negativt, og generelt blev Ussings bog dårligt bedømt. Efter at hele værket var udkommet, blev bedømmelsen dog mildere, da stemningen i mellemtiden var ændret over mod mere oprindelige udgaver af antikke tekster. Bogen blev derpå meget benyttet, og enkelte dele er udkommet i nye udgaver. Foruden spredte filologiske og antikvariske afhandlinger udkom senere Græsk og romersk Metrik (1893).

## Forøget interesse i arkæologi
I årene derefter vendte Ussings interesse sig stærkere til det arkæologiske. Nye rejser bragte ham til Grækenland og videre omkring, og han fandt atter stof til arkæologiske rejseskildringer som Fra Hellas og Lilleasien (1883) og Nedre-Ægypten (1889). Tidligere havde han skrevet Om Grækernes og Romernes Huse (1876), og nu behandlede han (1896) et emne, der længe havde tiltrukket ham, i Betragtninger over "Vitruvii de architectura", om den Tid på hvilken dette Skrift kan være forfattet (en engelsk udgave udkom 1898). Emnet herfor havde været omstridt, og Ussings fremstilling mødte da også modstand, men vakte også stor opmærksomhed. 1894 offentliggjorde han Om den græske Søjlebygnings Udvikling. Af andre afhandlinger er den største Pergamos (1897, på Tysk 1899).
På et helt andet felt deltog han i revisionen af oversættelsen af Det Nye Testamente (1895 og 1897). Ussings omfattende produktion har foruden de særlige emner, han havde udvalgt til sin egen forskning, næsten berørt alle tidens vigtige spørgsmål inden for hans fag. Han foretrak som regel at skrive i form af afhandlinger for at få mulighed for objektivt at gøre rede for hele det foreliggende tema, som han supplerede med enkelte subjektive, kritiske iagttagelser. Derved druknede i nogle tilfælde hans originale bidrag, men hans værker holder et højt fagligt niveau.
Efter at være fratrådt sin stilling som professor ved universitetet (1896) fortsatte Ussing sine arkæologiske skriverier og vedblev i en høje alder at holde forelæsninger ved universitetet inden for faget. Han bidrog endvidere med at tilvejebringe studiemateriale af bøger og billeder til et fremtidigt arkæologisk laboratorium.
Ussing opnåede i sin professorstilling efterhånden stor indflydelse ved universitetet. Han blev valgt til rektor 1875 og 1885 og blev provst ved Regensen (1877). Fra 1888 til 1902 var han medlem af direktionen for Carlsbergfondet. 1885 blev han kommandør af 2. grad af Dannebrog og 1890 af 1. grad, 1884 dr. jur. honoris causa ved Edinburghs universitet. På sin 80 års fødselsdag (1900) blev han hædret med et festskrift af danske arkæologer og filologer.
Han var gift med Thekla Minona de Güntelberg (1823-1903), datter af kammerassessor C.C.H.F. de Güntelberg, og døde 28. oktober 1905.